# British Rail Class 155
British Rail Class 155 "Super-Sprinter" – typ spalinowych zespołów trakcyjnych, należących do rodziny pociągów "Sprinter". Składy te były budowane w latach 1987-1988 przez zakłady firmy Leyland. W latach 1991–1992 znaczna część z nich została gruntownie przebudowana, po czym przemianowano je na British Rail Class 153. Główna różnica między obiema seriami dotyczy ilości wagonów – o ile pociągi Class 155 mają dwa, w Class 153 występuje tylko jeden. 
Obecnie jedynym przewoźnikiem eksploatującym składy Class 155 jest firma Northern Rail, która obsługuje nimi trasy z Leeds do Yorku i Blackpool.

## Linki zewnętrzne

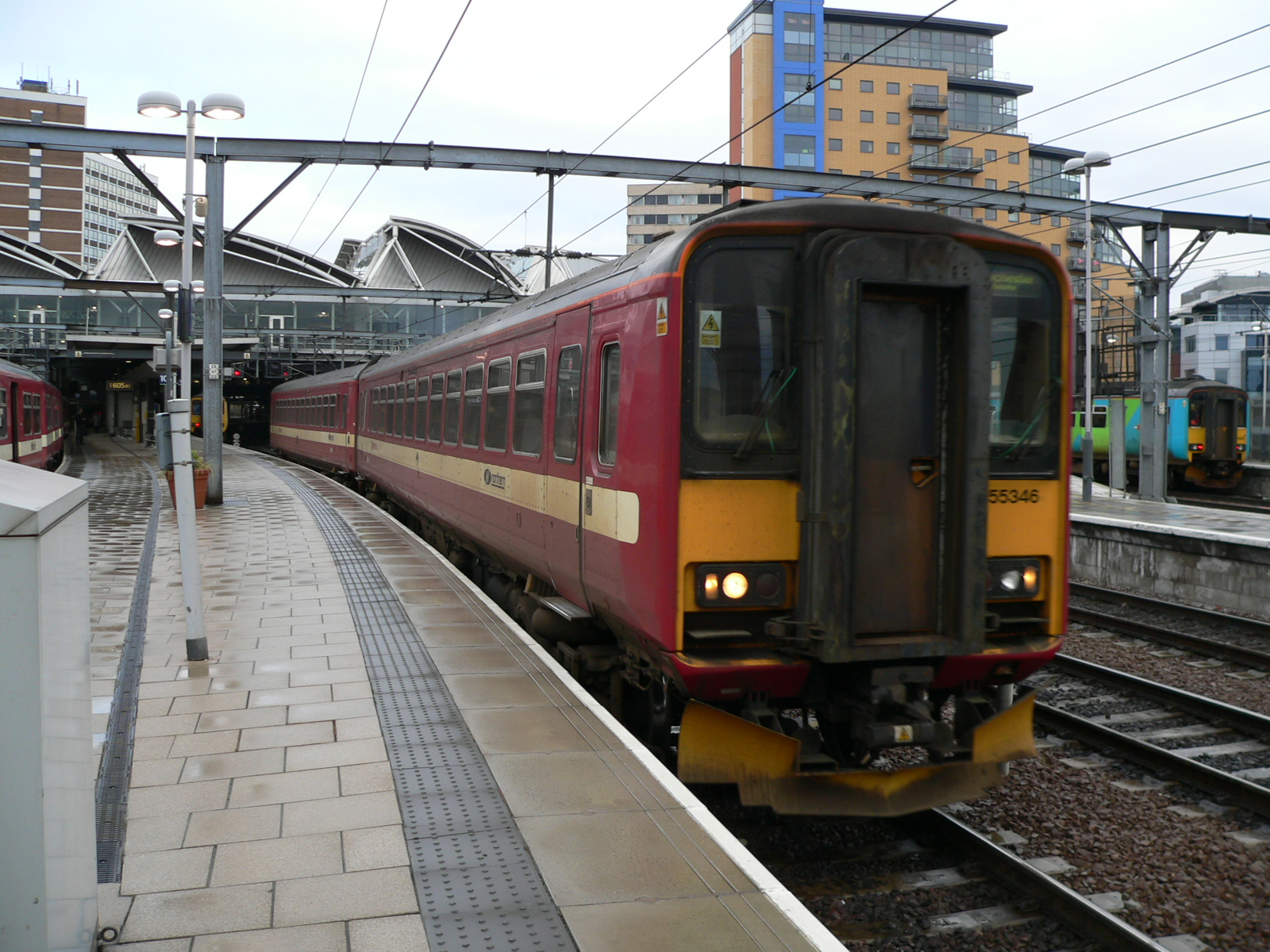
Pociąg na dworcu Leeds City